# Benjamin Tracy
Pour les articles homonymes, voir Tracy.
Benjamin Franklin Tracy, né le 26 avril 1830 à Apalachin et mort le 6 août 1915 dans le comté de Tioga (État de New York), est un homme politique américain. Membre du Parti républicain, il est secrétaire à la Marine entre 1889 et 1893 dans l'administration du président Benjamin Harrison.

## Biographie
Natif du petit village d'Apalachin près d'Owego, dans l'État de New York, Benjamin Tracy devient avocat, actif au sein du Parti républicain dans les années 1850. Lors de la guerre de Sécession, il commande le 109e régiment d'infanterie de New York et sert comme brigadier général dans l'armée de l'Union. Il est récompensé de la Medal of Honor pour son action durant la bataille de la Wilderness le 6 mai 1864. Il reprend une carrière juridique après la guerre. Investi dans la politique new yorkaise, il devient District Attorney puis juge à la cour d'appel de l'État de New York.
Benjamin Tracy est surtout connu pour son rôle dans la création de la New Navy en menant une réforme majeure de l'US Navy, qui était devenue obsolète après la guerre de Sécession. Comme le président Benjamin Harrison, il est partisan d'une stratégie navale plus offensive, plutôt que tournée vers la défense côtière et la course. Un de ses principaux alliés dans cet effort naval est le théoricien et stratège naval Alfred Thayer Mahan, par ailleurs professeur dans le nouvellement créé Naval War College (1884). En 1890, ce dernier publie un ouvrage majeur, The Influence of Sea Power upon History, 1660-1783 — livre qui aura une notoriété internationale. Au travers d'exemples historiques, il soutient la construction d'une blue-water Navy, une marine de haute mer.
Il contribue à convaincre le président Harrison d'accroitre le budget de la Marine pour préparer la guerre contre l'Espagne et la conquête de Cuba, de Porto Rico et des Philippines. Le 30 juin 1890, le Congrès américain vote le Navy Bill, une mesure qui autorisait la construction de trois bâtiments de ligne, l'USS Indiana (BB-1), l'USS Massachusetts (BB-2) et l'USS Oregon (BB-3). Un quatrième, l'USS Iowa (BB-4) est autorisé deux ans plus tard.
Après avoir quitté le département de la Marine, Benjamin Tracy repriend son métier d'avocat. En 1896, il défend le commissaire de la police de la ville de New York contre les accusations de négligence et d'incompétence du président Theodore Roosevelt. Le brio de sa défense embarrasse sérieusement ce dernier. Il aide aussi à la négociation sur un différend de frontière entre le Venezuela et le Royaume-Uni.
En 1897, il est le candidat républicain pour l'élection du premier maire du Grand New York, quand les cinq boroughs furent réunis en 1898. Il termine troisième, derrière Robert A. Van Wyck (démocrate) et Seth Low (Citizens' Union).
Il meurt dans sa ferme du comté de Tioga en 1915 et est inhumé au cimetière de Green-Wood.

## Hommage
L'USS Tracy, un destroyer lancé en 1919 et qui servit pendant la Seconde Guerre mondiale fut nommé en son honneur.

## Source
- (en) Cet article est partiellement ou en totalité issu de l’article de Wikipédia en anglais intitulé « Benjamin F. Tracy » (voir la liste des auteurs).
- (en)  Cet article contient du texte publié par le United States Army Center of Military History dont le contenu se trouve dans le domaine public.